# Chính trị Trung Hoa Dân Quốc
Chính trị Trung Hoa Dân Quốc (Đài Loan) được tổ chức theo chính thể cộng hòa dân chủ đại diện, trong đó Tổng thống là nguyên thủ quốc gia và Thủ tướng (Viện trưởng Hành chính Viện) là người đứng đầu chính phủ, với một chế độ lưỡng đảng. Quyền hành pháp được chính phủ thực hiện, quyền lập pháp được trao chủ yếu cho nghị viện và được chính phủ giới hạn. Tư pháp độc lập với hành pháp và lập pháp. Hệ thống đảng phái bị giới hạn bởi Trung Hoa Quốc dân Đảng, chủ trương quan hệ liên kết chặt chẽ với Hoa lục, và Đảng Dân tiến (Đảng Dân chủ Tiến bộ).
Trung Hoa Dân Quốc hiện nay có quyền lực pháp lý đối với đảo Đài Loan, Bành Hổ, Kim Môn, Mã Tổ và một vài đảo nhỏ hơn. 6 thành phố lớn của Đài Loan gồm Đào Viên, Tân Đài Bắc, Đài Trung, Đài Nam, Đài Bắc và Cao Hùng là các thành phố trực thuộc trung ương (đô thị tự trị đặc biệt). Phần còn lại của lãnh thổ được chia thành 3 thành phố trực thuộc tỉnh và 13 huyện trực thuộc tỉnh.

## Khái quát
Trung Hoa Dân Quốc được quản lý theo Hiến pháp Trung Hoa Dân Quốc – là Hiến pháp đã được dự thảo vào năm 1947 trước khi Trung hoa Dân Quốc thất bại trước Đảng Cộng sản Trung Quốc ở đại lục và đã phác thảo nên một chính quyền cho toàn Trung Quốc. Lần sửa đổi hiến pháp đáng chú ý nhất là lần sửa đổi vào năm 1991, đã có một số những diễn giải suy xét rằng Hiến pháp kiểm soát một khu vực nhỏ hơn hình dung lúc đầu.
Chính quyền ở Đài Bắc đã chính thức khẳng định mình là chính quyền hợp pháp duy nhất của toàn Trung Quốc, bao gồm Đài Loan, Hoa lục và Nội Mông. Phù hợp với yêu sách đó, Quốc dân Đảng đã rút sang Đài Loan vào năm 1949, họ đã tái lập lại chế độ chính trị trung ương, mà đã từng tồn tại ở Đại lục với thủ đô Nam Kinh theo luật định.

## Chính quyền

### Tổng thống
Tổng thống là nguyên thủ quốc gia và là tổng tư lệnh lực lượng vũ trang Trung Hoa Dân Quốc. Tổng thống có thẩm quyền nằm trong số năm ngành (Viện) chính quyền: Hành chính viện, Lập pháp viện, Giám sát viện, Tư pháp viện và Khảo thí viện.

### Quốc hội
Quốc hội Trung Hoa Dân Quốc được bầu ở Hoa lục vào năm 1947 để chính thức thực hiện nhiệm vụ chọn ra tổng thống, tu chính hiến pháp, thi hành chủ quyền nhân dân, nhưng trên thực tế, vai trò của Quốc hội ở Đài Bắc là để tái xác nhận các quyền lực hành pháp của Tổng thống Tưởng Giới Thạch. Quốc hội được tái lập ở Đài Loan khi chính quyền di chuyển sang. Bởi không thể tổ chức các cuộc bầu cử sau đó đại diện cho các cử tri ở Hoa lục, nên các đại biểu được bầu vào năm 1947-48 đã giữ ghế một cách "vô hạn định". Tuy nhiên, Tháng sáu năm 1990, Hội đồng Thẩm phán tối cao đã chỉ thị thôi việc tất cả các thành viên Quốc hội, Lập pháp viện và các cơ quan khác được bầu đang giữ ghế "vô hạn định", tháng 12 năm 1991 chỉ thị có hiệu lực.
Quốc hội khóa 2, được bầu vào năm 1991, gồm 325 đại biểu. Phần lớn được bầu trực tiếp; 100 đại biểu được chọn từ danh sách ứng cử viên của đảng theo phổ thông đầu phiếu. Quốc hội này đã tu chính hiến pháp năm 1994, mở đường cho cuộc bầu cử tổng thống và phó tổng thống trực tiếp được tổ chức vào tháng 3 năm 1996. Quốc hội nắm giữ quyền tu chính hiến pháp, triệu tập hoặc luận tội tổng thống hoặc phó tổng thống, phê chuẩn lương bổng các chủ tịch cấp cao được lựa chọn. Tháng tư năm 2000, các đại biểu Quốc hội đã bỏ phiếu để cho phép họ mãn nhiệm kỳ mà chưa có cuộc bầu cử mới. Họ cũng đã xác nhận rằng một kỳ bầu cử sẽ được gọi trong các sự kiện cần đến quốc hội để ra quyết định triệu tập tổng thống hoặc tu chính hiến pháp. Trong những năm gần đây, Quốc hội đã trao hầu hết quyền lực của mình cho Lập pháp viện, bao gồm quyền luận tội. Năm 2005, Quốc hội đã bãi bỏ vĩnh viễn chính mình bằng việc phê chuẩn tu chính hiến pháp đã được Lập pháp viện thông qua.
Việc tu chính Hiến pháp Trung Hoa Dân Quốc hiện nay đòi hỏi sự tán thành của ít nhất ba phần bốn(3/4) số đại biểu trong tổng số đại biểu của Lập pháp viện. Sau khi Lập pháp viện thông qua, tu chính án cần sự phê chuẩn từ ít nhất năm mươi phần trăm (50%)trong tổng số phiếu cử tri hợp pháp trên toàn quốc.

### Hành chính viện
Hành chính viện gồm có thủ tướng, phó thủ tướng và các thành viên nội các, là những người có trách nhiệm thi hành chính sách và quản lý. Tổng thống bổ nhiệm Thủ tướng, Thủ tướng chính thức là Viện trưởng Hành pháp viện

### Lập pháp viện
Cơ quan chính yếu lập ra luật pháp - Lập pháp viện được bầu lần đầu tiên vào năm 1947, Lập pháp viện khóa một có 773 ghế và được xem như là một thiết chế "nghị gật". Giống như Quốc hội, các đại biểu của Lập pháp viện được bầu vào năm 1947-48 đã giữ ghế "vô hạn định" cho đến khi có chỉ thị của tòa án vào năm 1991. Lập pháp viện khóa hai được bầu vào năm 1992. Lập pháp viện khóa 3 được bầu vào năm 1995, có 157 đại biểu phục vụ 3 nhiệm kỳ. Lập pháp viện khóa bốn, được bầu vào năm 1998, được bầu vào năm, đã mở rộng ra thành 225 đại biểu. Lập pháp viện đã gia tăng rất cao vị thế của mình trong mối quan hệ với Hành chính viện và đã tự thiết lập mình như một thiết chế trung ương quan trọng. Cùng với việc gia tăng sức mạnh và số đại biểu, cơ quan này đang bắt đầu chỉ trích hệ thống chính trị tự do thời gian gần đây. Trong cuộc bầu cử năm 1992 và 1995, đảng đối lập chính – Đảng Dân chủ Tiến bộ - đã thách thức vị trí ưu thế của Quốc dân đảng trong Lập pháp viện. Trong cả hai cuộc bầu cử đó, Đảng Dân tiến đã đạt được một phần số ghế đáng chú ý trong Lập pháp viện, và Quốc dân đảng chỉ nắm giữ nửa số ghế. Tuy nhiên, vào năm 1998, Quốc dân đảng từ 50% đã tăng lên thành 55% trong Lập pháp viện và tiếp tục giữ vị trí ưu thế trong lập pháp viện như một đảng lãnh đạo phe đối lập. Trong cuộc bầu cử năm 2001, Đảng Dân tiến trở thành đảng lớn nhất sau sự thất bại lớn của Quốc dân đảng.

### Tư pháp viện
Tư pháp viện quản lý hệ thống tòa án của Trung Hoa Dân Quốc. Nó bao gồm 16 thành viên Hội đồng Thẩm phán Tối cao để giải thích hiến pháp. Các Thẩm phán tối cao do Tổng thống bổ nhiệm với sự chấp thuận của Lập pháp viện, có nhiệm kỳ 9 năm.

### Giám sát viện
Giám sát viện có chức năng giám sát sự hiệu quả của dịch vụ công và điều tra tham nhũng. 29 thành viên Giám sát viện được tổng thống bổ nhiệm với sự tán thành của Lập pháp viện; họ phục vụ với nhiệm kỳ 6 năm. Trong những năm gần đây, Giám sát viện đã trở nên hoạt động tích cực hơn, nó đã chỉ đạo các cuộc điều tra và luận tội lớn.

### Khảo thí viện
Khảo thí viện hoạt động như một dịch vụ công dân và bao gồm hai bộ trưởng: Bộ trưởng Kiểm tra (The Ministry of Examination) để tuyển mộ các công chức thông qua các kỳ thi cạnh tranh, và Bộ trưởng Tổ chức cán bộ (The Ministry of Personnel) để quản lý dịch vụ công dân. Tổng thống bổ nhiệm Viện trưởng Khảo thí viện.